# Élections municipales québécoises de 1998
Les élections municipales québécoises de 1998 sont les scrutins tenus le 1er novembre 1998 dans certaines municipalités du Québec. Elles permettent de déterminer les maires et/ou les conseillers de ces municipalités.
Les élections ont notamment lieu à Montréal, Sherbrooke, Bromont, Cowansville, Magog.